# Karolína Žákovská
Karolína Žákovská (* 5. dubna 1976 Teplice) je česká politička, právnička a vysokoškolská pedagožka, v letech 2018 až 2020 místopředsedkyně Zelených, v letech 2020 až 2024 zastupitelka Ústeckého kraje, bývalá předsedkyně krajského Výboru pro národnostní menšiny, od roku 2018 zastupitelka města Ústí nad Labem, mezi lety 2014 a 2022 zastupitelka městského obvodu Ústí nad Labem-město (v letech 2014 až 2018 též radní MO).

## Život
Absolvovala Gymnázium Teplice (maturovala v roce 1994) a následně vystudovala Právnickou fakultu Univerzity Karlovy (promovala v roce 2000, získala tituly JUDr. a Ph.D.). Zkušenosti získala také během zahraničního pobytu ve Francii na univerzitě v Nantes.
Pracuje jako vysokoškolská pedagožka na Katedře práva životního prostředí Právnické fakulty UK.
Karolína Žákovská žije v Ústí nad Labem, v části Ústí nad Labem-centrum.

## Politické působení
Od roku 2013 do roku 2024 byla členkou Zelených. V komunálních volbách v roce 2014 kandidovala jako členka SZ na kandidátce subjektu „PRO! Ústí“ (tj. nezávislí, SZ, STAN a Piráti) do Zastupitelstva města Ústí nad Labem, ale neuspěla. Nicméně byla ve stejných volbách a za stejný subjekt zvolena zastupitelkou městského obvodu Ústí nad Labem-město. V listopadu 2014 se stala radní městského obvodu.
V krajských volbách v roce 2016 kandidovala jako členka SZ na kandidátce subjektu „Piráti a Strana zelených“ do Zastupitelstva Ústeckého kraje, ale neuspěla. Stejně tak neuspěla ve volbách do Poslanecké sněmovny PČR v roce 2017, když kandidovala za Zelené v Ústeckém kraji.
V lednu 2018 byla na sjezdu Zelených v České Třebové zvolena 3. místopředsedkyní strany, vystřídala tak ve funkci Petra Kutílka. Pozici zastávala do ledna 2020.
V komunálních volbách v roce 2018 byla jako členka Zelených zvolena zastupitelkou města Ústí nad Labem, a to z pozice lídryně kandidátky subjektu „PRO! Ústí“ (tj. Zelení, Piráti a nezávislí kandidáti). Za stejný subjekt obhájila také post zastupitelky městského obvodu Ústí nad Labem-město. Nebyla však znovu zvolena radní městského obvodu.
Ve volbách do Evropského parlamentu v květnu 2019 kandidovala jako členka Zelených na 14. místě kandidátky subjektu s názvem „Starostové (STAN) s regionálními partnery a TOP 09“, ale nebyla zvolena.
V krajských volbách v roce 2020 byla jako členka Zelených zvolena zastupitelkou Ústeckého kraje, a to za uskupení „Spojenci pro kraj“ (tj. hnutí JsmePRO!, Zelení, TOP 09, SNK ED a LES).
V komunálních volbách v roce 2022 kandidovala do Zastupitelstva města Ústí nad Labem z 2. místa kandidátky subjektu „PRO! Ústí“ (tj. Zelení, Piráti a nezávislí). Mandát zastupitelky se jí podařilo obhájit. V roce 2022 kandidovala rovněž do Zastupitelstva městského obvodu Ústí nad Labem-město ze 14. místa kandidátky subjektu „PRO! Ústí“ (tj. Zelení, Piráti a nezávislí). Mandát zastupitelky se jí však nepodařilo obhájit.
V krajských volbách v roce 2024 kandidovala do Zastupitelstva Ústeckého kraje jako lídryně koalice „Spojenci pro kraj“ (tj. hnutí JsmePRO!, Zelení, TOP 09 a SNK ED), ale nebyla zvolena.